# Бланка Рене Аррільяга
Бланка Рене Аррільяга (ісп. Blanca Renée Arrillaga; 19 липня 1917 — 23 грудня 2011) — уругвайська вчена: хімік, ботанік, професор та агростолог.

## Біографія
Бланка Рене Аррільяга нардилася 19 липня 1917 у департаменті Артигас. Навчалася у Республіканському університеті Уругваю, де отримала диплом з фармацевтичної хімії на хімічному факультеті.
У 1951 році стала професором кафедри ботаніки хімічного факультету, а згодом також факультету агрономії. У 1964 і 1965 роках він завідувала кафедрою ботаніки. Викладала та займалася гістологічним та гістотаксономічним вивченням уругвайських рослин; опублікувала численні праці за своєю спеціальністю, багато з них у співавторстві з вченими з Уругваю та зза кордону (Аргентина, Канада).
Бланка Рене Аррільяга часто подорожувала у глиб країни, збираючи матеріал для своїх досліджень і збагачуючи гербарій агрономічного факультету. За кордоном займалася науковою роботою у Нью-Йоркському ботанічному саду та Смітсонівському інституті у Вашингтоні. Вона також відвідувала та виступала з доповідями на різних ботанічних конгресах (Буенос-Айрес, Ла-Плата, Кордова, Тукуман).
Померла 23 грудня 2011 року у віці 93 років від пневмонії у Монтевідео.

## Окремі публікації
- 1969. Plantas medicinales. 64 pp. en línea
- 1997. Plantas usadas en medicina natural. Hemisferio Sur. 152 pp. ISBN 9974-580-03-X
- 1977. Guía de plantas tóxicas del Uruguay. Universidad de la República, División Publicaciones y Ediciones. 52 pp. Con P. Moyna
- 1973. Anacardiaceas de Uruguay. N.º 126 de Boletín. Universidad de la República, Facultad de Agronomía. 33 pp.
- 1972. El carácter lípido del endosperma central en especies de gramíneas. N.º 124 de Boletín. 43 pp.
- 1970. Análisis microscópico de raciones para animales de granja. N.º 111 de Boletín. 26 pp.
- 1970. Gramíneas uruguayas. Colección Ciencias 5, Montevideo. 489 pp.[4]
- 1968. Rafflesiáceae de Uruguay y de Entre Rios, Argentina. Instituto de Botánica Darwiniana. 618 pp.
- 1964. Nuevas especies y sinopsis de Stipa en el Uruguay. N.º 72 de Boletín. 34 pp.
- 1959. Vaina entera en las gramineas Uruguayas. Vol. 7, N.º 3-4 de Boletín de la Sociedad Argentina de Botánica. 232 pp.
- 1958. Algunos caracteres morfológicos de las Gramíneas de ciclo invernal y estival del Uruguay. 47 pp.